# Simon Klinga
Simon Klinga (* 2. září 2007 Brno) je zakladatel a vedoucí studentského týmu LASAR, který zvítězil před porotci z NASA v americké soutěži Conrad Challenge. Na konci roku 2024 odstartovala jeho týmu na raketě Falcon 9 společnosti SpaceX první česká studentská družice, LASARsat. Satelit má za cíl ověřit možnosti používání laserů pro restart nekomunikujících družic a odstraňování kosmického smetí.

## Projekt LASAR
Simon Klinga založil projekt LASAR v roce 2023 ve svých 16 letech. Tehdy se stal vedoucím pětičlenného středoškolského týmu účastnícího se mezinárodní soutěže Conrad Challenge. Tým přišel s myšlenkou, jak restartovat nekomunikující družice na oběžné dráze pomocí laseru, a pomoci tak s řešením problému kosmického smetí. V konkurenci více než 2 tisíc týmů se dostali do finále Conrad Challenge ve Space Center Houston. Tam svůj projekt obhájili před odbornou porotou složenou ze zaměstnanců NASA a vyhráli jako jediný tým dvě ceny z možných tří.
Po návratu z Houstonu se LASAR rozrostl z 5 členů na 35. Tým začal pracovat na přípravách vlastní družice, která měla mít za cíl otestovat metodu v kosmických podmínkách. Družice LASARsat odstartovala na oběžnou dráhu 21. prosince 2024. Vynesla ji raketa Falcon 9 společnosti SpaceX během mise Bandwagon-2 z kalifornské základny Vandenberg Space Force Base. Klinga byl u startu přítomen osobně.

## Ocenění
Simon Klinga byl spolu se svým týmem oceněn předsedou vlády Petrem Fialou za „příkladnou reprezentaci České republiky na poli vesmírných technologií.“
Dne 6. prosince 2024 převzal Klinga v New Yorku cenu Moonshot Awards za „mimořádné inovace a dopad s projektem LASAR.“
Za rok 2025 obdržel Cenu učené společnosti za mimořádnou odbornou práci
Za svůj projekt získal spolu s týmem cenu Future Port Awards.
V roce 2025 zařadil časopis Forbes Simona Klingu do výběru 30 pod 30.